# The Hard Way (1916)
The Hard Way é um filme mudo do gênero policial produzido no Reino Unido, dirigido por Walter West e lançado em 1916.